# 1475 az irodalomban
Az 1475. év az irodalomban.

## Születések
- március 6. – Michelangelo Buonarroti, az olasz reneszánsz kimagasló mestere, költő, a képzőművészet legnagyobb alakjainak egyike († 1564)
- 1475 – Gavin Douglas skót püspök, költő, Vergilius Aeneis-ének fordítója († 1522)[1]
- 1475 – Thomas Murner elzászi humanista, költő, szatíraíró († 1537)

## Halálozások
- július 24. – Albrecht von Eyb német humanista, író, műfordító (* 1420)[2]